# (15452) Ibramohammed
(15452) Ibramohammed – planetoida z pasa głównego asteroid okrążająca Słońce w ciągu 3 lat i 305 dni w średniej odległości 2,45 j.a. Została odkryta 14 grudnia 1998 roku w programie LINEAR. Nazwa planetoidy pochodzi od Ibraheema Maqsooda Mohammeda (ur. 1985) – finalisty konkursu dla uczniów szkół średnich Intel Science Talent Search w 2003 roku.